# Propuesta de muerte
Propuesta de muerte (en inglés: The Proposition) es un wéstern australiano estrenado en 2005. Dirigido por John Hillcoat y escrito por el guionista y músico Nick Cave, está protagonizado por Guy Pearce, Ray Winstone, Emily Watson, John Hurt, Danny Huston y David Wenham. La producción de la película se completó en 2004 y fue seguida por un amplio estreno en 2005 en Australia y una carrera cinematográfica en 2006 en los EE. UU. a través de First Look Pictures. La película se rodó en locaciones de Winton, Queensland.

## Trama
En la Australia de 1880, Charlie Burns y su banda se enzarzan en un tiroteo con la policía. Todos los miembros de la banda, excepto Charlie y su hermano pequeño Mikey, mueren. El capitán Morris Stanley le dice a Charlie que hará ejecutar a Mikey antes de Navidad, que es dentro de 9 días. Stanley ofrece liberar tanto a Mikey como a Charlie si éste acepta matar a su hermano mayor, Arthur Burns, buscado por violación y asesinato. Mikey permanece bajo custodia mientras Charlie se dispone a matar a su hermano. Durante una redada, la policía captura a unos aborígenes que llaman a Arthur "hombre perro" y nadie se acerca a su cueva.
Cabalgando en busca de Arthur, Charlie llega a los restos carbonizados de la casa de los Hopkins, una familia que fue asesinada y la esposa violada por la banda de los Burns. Por el camino, se encuentra con un anciano ebrio llamado Jellon Lamb en una cantina donde el dueño ha sido alanceado hasta la muerte. Charlie se da cuenta de que Lamb es un cazarrecompensas que persigue a los hermanos Burns y lo deja inconsciente. Más tarde, Charlie se despierta y un grupo de aborígenes le clavan una lanza en el pecho. Antes de desmayarse, ve cómo disparan en la cabeza al hombre que le clavó la lanza.
En la ciudad, Eden Fletcher, que contrató a Stanley para "limpiar" la zona, ordena que Mikey reciba cien latigazos como castigo por la violación y asesinato de la familia Hopkins. Stanley está horrorizado por esto, ya que cree que Mikey no es responsable de sus actos y que los azotes le matarán, y porque romperá su trato con Charlie y traerá la venganza de la banda de los Burns sobre él y su mujer. Stanley envía al sargento Lawrence con el rastreador Jacko y otros hombres a "investigar" el supuesto asesinato de Dan O'Riley (el hombre muerto en la cantina) por un grupo de aborígenes.
Charlie despierta en el campamento de su hermano Arthur, situado en unas cuevas entre montañas desoladas. La banda de Arthur está formada por Samuel Stoat, una mujer llamada Queenie que atiende la herida de Charlie y un aborigen llamado Two-Bob. Mientras se recupera, Charlie tiene varias oportunidades de matar a su hermano, pero no lo hace. Le miente a Arthur diciéndole que Mikey no está con él porque ha conocido a una mujer.
El capitán Stanley intenta defender a Mikey a punta de pistola de los sanguinarios habitantes del pueblo, pero se ve desautorizado cuando llega Martha, que insiste en vengarse de sus amigos muertos. Mikey es azotado y herido de muerte. La gente del pueblo se cansa de la excesiva exhibición, Martha se desmaya y Stanley arroja el látigo ensangrentado a Fletcher, que lo despide. De vuelta a la cantina abandonada, el sargento Lawrence y sus hombres han encontrado y masacrado a un grupo de aborígenes. Arthur y Two-Bob encuentran al grupo de Lawrence mientras duermen y matan a Jacko y al sargento Lawrence. Antes de que Arthur mate a Lawrence a pisotones, Lawrence le dice a Arthur que Charlie ha sido enviado para matarle.
Jellon Lamb entra en el campamento de Arthur y ata a Samuel y Charlie, que están durmiendo. Lamb recibe un disparo en el estómago de Two-Bob, que regresa. Arthur apuñala a Lamb en el corazón; Charlie apunta con su revólver a Arthur, pero en su lugar dispara a Lamb en la cabeza, acabando con su sufrimiento. Finalmente informa a Arthur de que Mikey está detenido y va a ser ahorcado. Charlie decide liberar a Mikey; Arthur, Samuel y Charlie cabalgan hacia la ciudad vestidos con las ropas tomadas de los oficiales que Arthur y Dos-Bob habían matado, mientras que Dos-Bob se hace pasar por un aborigen que han capturado. Una vez en la cárcel, los hombres liberan a Mikey, y Charlie y Dos-Bob cabalgan con él, pero el herido Mikey muere en los brazos de Charlie. Arthur y Samuel se quedan para decapitar a los dos oficiales de la cárcel.
Stanley teme las represalias y hace los preparativos, pero él y Martha bajan la guardia para celebrar una tranquila cena de Navidad. Cuando empiezan, Arthur y Samuel abren la puerta a tiros e invaden su casa. Arthur lleva a Stanley a otra habitación y lo golpea brutalmente. Samuel arrastra a Martha al interior y Arthur hace que Stanley observe cómo Samuel comienza a violar a Martha. Charlie entra e informa a Arthur de la muerte de Mikey; Arthur le ignora y anima a Charlie a escuchar el hermoso canto de Samuel. Charlie dispara a Samuel en la cabeza y luego dispara dos veces a Arthur, disgustado por su conducta. Arthur sale tambaleándose de la casa y Charlie lo sigue para encontrarlo sentado en el suelo. Arthur pregunta a Charlie cuál es su próximo movimiento y muere. 

## Recepción

### Respuesta de la crítica
Propuesta de muerte recibió críticas muy positivas de críticos de cine profesionales y tiene una puntuación de "Fresco certificado" del 85 % en Rotten Tomatoes según 129 reseñas, con una calificación media de 7,30/10. El consenso crítico afirma: "Brutal, inquebrantable y violento, pero sugerente y con excelentes interpretaciones, este western australiano es uno de los mejores ejemplos del género que han aparecido en los últimos tiempos". La película también tiene una puntuación de 73 sobre 100 en Metacritic según 31 críticos que indican "críticas generalmente favorables".